# Province e prefetture del Marocco
Le province e le prefetture del Marocco costituiscono la suddivisione di secondo livello del Paese dopo quella delle 12 regioni.
Le province sono pari a 62 (corrispondono alle aree rurali), mentre le prefetture sono 13 (corrispondono alle maggiori aree urbane del Paese).
Di seguito è riporta la lista delle province e delle prefetture, suddivise per regione (sia con la vecchia che con la nuova suddivisione regionale).

## Lista

### Béni Mellal-Khénifra
| Provincia                    | Capoluogo       | Popolazione (2014) |
| ---------------------------- | --------------- | ------------------ |
| Provincia di Azilal          | Azilal          | 554 001            |
| Provincia di Béni Mellal     | Béni Mellal     | 550 678            |
| Provincia di Fquih Ben Salah | Fquih Ben Salah | 502 827            |
| Provincia di Khénifra        | Khenifra        | 371 145            |
| Provincia di Khouribga       | Khouribga       | 542 125            |

### Casablanca-Settat
| Provincia o prefettura    | Capoluogo    | Popolazione (2014) |
| ------------------------- | ------------ | ------------------ |
| Provincia di Benslimane   | Benslimane   | 233 123            |
| Provincia di Berrechid    | Berrechid    | 484 518            |
| Prefettura di Casablanca  | Casablanca   | 3 359 818          |
| Provincia di El Jadida    | El Jadida    | 786 716            |
| Provincia di Mediouna     | Mediouna     | 172 680            |
| Prefettura di Mohammedia  | Mohammedia   | 404 648            |
| Provincia di Nouaceur     | Nouaceur     | 333 604            |
| Provincia di Settat       | Settat       | 634 184            |
| Provincia di Sidi Bennour | Sidi Bennour | 452 448            |

### Dakhla-Oued Ed Dahab
| Provincia                  | Capoluogo | Popolazione (2014) |
| -------------------------- | --------- | ------------------ |
| Provincia di Aousserd      | Aousserd  | 16 190             |
| Provincia di Oued Ed-Dahab | Dakhla    | 126 765            |

### Drâa-Tafilalet
| Provincia               | Capoluogo     | Popolazione (2014) |
| ----------------------- | ------------- | ------------------ |
| Provincia di Errachidia | al-Rashidiyya | 418 451            |
| Provincia di Midelt     | Midelt        | 289 337            |
| Provincia di Ouarzazate | Ouarzazate    | 297 502            |
| Provincia di Tinghir    | Tinghir       | 322 412            |
| Provincia di Zagora     | Zagora        | 307 306            |

### Fès-Meknès
| Provincia o prefettura     | Capoluogo     | Popolazione (2014) |
| -------------------------- | ------------- | ------------------ |
| Provincia di Boulemane     | Missour       | 197 596            |
| Provincia di El Hajeb      | El Hajeb      | 247 016            |
| Prefettura di Fès          | Fès           | 1 150 131          |
| Provincia di Ifrane        | Ifrane        | 155 221            |
| Prefettura di Meknès       | Meknès        | 835 695            |
| Provincia di Moulay Yacoub | Moulay Yacoub | 174 079            |
| Provincia di Sefrou        | Sefrou        | 286 489            |
| Provincia di Taounate      | Taounate      | 662 246            |
| Provincia di Taza          | Taza          | 528 419            |

### Guelmim-Oued Noun
| Provincia              | Capoluogo | Popolazione (2014) |
| ---------------------- | --------- | ------------------ |
| Provincia di Assa-Zag  | Assa      | 44 124             |
| Provincia di Guelmim   | Guelmim   | 187 808            |
| Provincia di Sidi Ifni | Sidi Ifni | 115 691            |
| Provincia di Tan-Tan   | Tan-Tan   | 86 134             |

### Laâyoune-Sakia El Hamra
| Provincia              | Capoluogo | Popolazione (2014) |
| ---------------------- | --------- | ------------------ |
| Provincia di Boujdour  | Boujdour  | 50 566             |
| Provincia di Laâyoune  | Laâyoune  | 238 096            |
| Provincia di Es-Semara | Smara     | 66 014             |
| Provincia di Tarfaya   | Tarfaya   | 13 082             |

### Marrakech-Safi
| Provincia o prefettura            | Capoluogo            | Popolazione (2014) |
| --------------------------------- | -------------------- | ------------------ |
| Provincia di Al Haouz             | Tahannaout           | 573 128            |
| Provincia di Chichaoua            | Chichaoua            | 369 955            |
| Provincia di El Kelâat Es-Sraghna | El Kelâat Es-Sraghna | 537 488            |
| Provincia di Essaouira            | Essaouira            | 450 527            |
| Prefettura di Marrakech           | Marrakech            | 1 330 468          |
| Provincia di Rehamna              | Ben Guerir           | 315 077            |
| Provincia di Safi                 | Safi                 | 691 983            |
| Provincia di Youssoufia           | Youssoufia           | 251 943            |

### Rabat-Salé-Kénitra
| Provincia o prefettura        | Capoluogo    | Popolazione (2014) |
| ----------------------------- | ------------ | ------------------ |
| Provincia di Kénitra          | Kenitra      | 1 061 435          |
| Provincia di Khemisset        | Khemisset    | 542 221            |
| Prefettura di Rabat           | Rabat        | 577 827            |
| Prefettura di Salé            | Salé         | 982 163            |
| Prefettura di Skhirate-Témara | Skhirat      | 574 543            |
| Provincia di Sidi Kacem       | Sidi Kacem   | 522 270            |
| Provincia di Sidi Slimane     | Sidi Slimane | 320 407            |

### Regione Orientale (Marocco)|Regione Orientale
| Provincia o prefettura    | Capoluogo | Popolazione (2014) |
| ------------------------- | --------- | ------------------ |
| Provincia di Berkane      | Berkane   | 289 137            |
| Provincia di Driouch      | Driouch   | 211 059            |
| Provincia di Figuig       | Figuig    | 138 325            |
| Provincia di Guercif      | Guercif   | 216 717            |
| Provincia di Jerada       | Jerada    | 108 727            |
| Provincia di Nador        | Nador     | 565 426            |
| Prefettura di Oujda-Angad | Oujda     | 551 767            |
| Provincia di Taourirt     | Taourirt  | 233 188            |

### Souss-Massa
| Provincia o prefettura             | Capoluogo | Popolazione (2014) |
| ---------------------------------- | --------- | ------------------ |
| Prefettura di Agadir-Ida ou Tanane | Agadir    | 600 599            |
| Provincia di Chtouka-Aït Baha      | Aït Baha  | 371 102            |
| Prefettura di Inezgane-Aït Melloul | Inezgane  | 541 118            |
| Provincia di Taroudant             | Taroudant | 838 820            |
| Provincia di Tata                  | Tata      | 117 841            |
| Provincia di Tiznit                | Tiznit    | 207 367            |

### Tangeri-Tetouan-Al Hoceima
| Provincia o prefettura       | Capoluogo   | Popolazione (2014) |
| ---------------------------- | ----------- | ------------------ |
| Provincia di Al-Hoseyma      | Al-Hoseyma  | 399 654            |
| Provincia di Chefchaouen     | Chefchaouen | 457 432            |
| Provincia di Fahs Anjra      | Anjra       | 76 447             |
| Provincia di Larache         | Larache     | 496 687            |
| Prefettura di M'diq-Fnideq   | M'diq       | 209 897            |
| Provincia di Ouezzane        | Ouezzane    | 300 637            |
| Prefettura di Tangeri-Assila | Tangeri     | 1 065 601          |
| Provincia di Tétouan         | Tétouan     | 550 374            |

## Prima del 2015

### Chaouia-Ouardigha
| Provincia                                      | Capoluogo  | Popolazione (2004) |
| ---------------------------------------------- | ---------- | ------------------ |
| Provincia di Benslimane                        | Benslimane | 199 612            |
| Provincia di Khouribga                         | Khouribga  | 499 144            |
| Provincia di Settat (e Provincia di Berrechid) | Settat     | 956 904            |

### Doukkala-Abda
| Provincia o prefettura                               | Capoluogo | Popolazione (2004) |
| ---------------------------------------------------- | --------- | ------------------ |
| Provincia di El Jadida (e Provincia di Sidi Bennour) | El Jadida | 1 103 032          |
| Provincia di Safi (e Provincia di Youssoufia)        | Safi      | 881 007            |

### Fès-Boulemane
| Provincia o prefettura     | Capoluogo     | Popolazione (2004) |
| -------------------------- | ------------- | ------------------ |
| Prefettura di Fès          | Fès           | 977 946            |
| Provincia di Moulay Yacoub | Moulay Yacoub | 150 422            |
| Provincia di Boulemane     | Boulemane     | 185 110            |
| Provincia di Sefrou        | Sefrou        | 259 577            |

### Gharb-Chrarda-Béni Hssen
| Provincia o prefettura    | Capoluogo    | Popolazione (2004) |
| ------------------------- | ------------ | ------------------ |
| Provincia di Kénitra      | Kenitra      | 1 167 301          |
| Provincia di Sidi Kacem   | Sidi Kacem   | 692 239            |
| Provincia di Sidi Slimane | Sidi Slimane | 292 877            |

### Grande Casablanca
| Provincia o prefettura   | Capoluogo  | Popolazione (2004) |
| ------------------------ | ---------- | ------------------ |
| Prefettura di Casablanca | Casablanca | 2 949 805          |
| Prefettura di Mohammedia | Mohammedia | 322 286            |
| Provincia di Mediouna    | Mediouna   | 122 851            |
| Provincia di Nouaceur    | Nouaceur   | 236 119            |

### Guelmim-Es Semara
| Provincia o prefettura | Capoluogo | Popolazione (2004) |
| ---------------------- | --------- | ------------------ |
| Provincia di Assa-Zag  | Assa      | 43 535             |
| Provincia di Guelmim   | Guelmim   | 166 685            |
| Provincia di Es-Semara | Smara     | 60 426             |
| Provincia di Tan-Tan   | Tan-Tan   | 70 146             |
| Provincia di Tata      | Tata      | 121 618            |

### Laâyoune-Boujdour-Sakia El Hamra
| Provincia o prefettura | Capoluogo | Popolazione (2004) |
| ---------------------- | --------- | ------------------ |
| Provincia di Boujdour  | Boujdour  | 46 129             |
| Provincia di Laâyoune  | Laâyoune  | 210 023            |
| Provincia di Tarfaya   | Tarfaya   | 10 420             |

### Marrakech-Tensift-El Haouz
| Provincia o prefettura            | Capoluogo            | Popolazione (2004) |
| --------------------------------- | -------------------- | ------------------ |
| Prefettura di Marrakech           | Marrakech            | 1 070 838          |
| Provincia di Al Haouz             | Tahannaout           | 484 312            |
| Provincia di Chichaoua            | Chichaoua            | 339 818            |
| Provincia di El Kelâat Es-Sraghna | El Kelâat Es-Sraghna | 754 705            |
| Provincia di Essaouira            | Essaouira            | 452 979            |
| Provincia di Rehamna              | Ben Guerir           | 288 437            |

### Meknès-Tafilalet
| Provincia o prefettura     | Capoluogo     | Popolazione (2004) |
| -------------------------- | ------------- | ------------------ |
| Prefettura di Meknès       | Meknès        | 713 609            |
| Provincia di El Hajeb      | El Hajeb      | 216 388            |
| Provincia di al-Rashidiyya | al-Rashidiyya | 556 612            |
| Provincia di Ifrane        | Ifrane        | 143 380            |
| Provincia di Khénifra      | Khenifra      | 511 538            |
| Provincia di Midelt        | Midelt        | 256 593            |

### Oued Ed-Dahab-Lagouira
| Provincia o prefettura     | Capoluogo | Popolazione (2004) |
| -------------------------- | --------- | ------------------ |
| Provincia di Aousserd      | Aousserd  | 20 513             |
| Provincia di Oued Ed-Dahab | Dakhla    | 78 854             |

### Rabat-Salé-Zemmour-Zaer
| Provincia o prefettura        | Capoluogo | Popolazione (2004) |
| ----------------------------- | --------- | ------------------ |
| Prefettura di Rabat           | Rabat     | 627 932            |
| Prefettura di Salé            | Salé      | 823 485            |
| Prefettura di Skhirate-Témara | Skhirat   | 393 262            |
| Provincia di Khemisset        | Khemisset | 521 815            |

### Regione Orientale
| Provincia o prefettura                      | Capoluogo | Popolazione (2004) |
| ------------------------------------------- | --------- | ------------------ |
| Provincia di Berkane                        | Berkane   | 270 328            |
| Provincia di Figuig                         | Figuig    | 129 430            |
| Provincia di Jerada                         | Jerada    | 105 840            |
| Provincia di Nador (e Provincia di Driouch) | Nador     | 322 286            |
| Prefettura di Oujda-Angad                   | Oujda     | 477 100            |
| Provincia di Taourirt                       | Taourirt  | 206 762            |

### Souss-Massa-Draâ
| Provincia o prefettura             | Capoluogo  | Popolazione (2004) |
| ---------------------------------- | ---------- | ------------------ |
| Prefettura di Agadir-Ida ou Tanane | Agadir     | 487 954            |
| Prefettura di Inezgane-Aït Melloul | Inezgane   | 419 614            |
| Provincia di Chtouka-Aït Baha      | Aït Baha   | 297 245            |
| Provincia di Ouarzazate            | Ouarzazate | 499 980            |
| Provincia di Sidi Ifni             | Sidi Ifni  | 127 781            |
| Provincia di Taroudant             | Taroudant  | 780 661            |
| Provincia di Tinghir               | Tinghir    | 284 277            |
| Provincia di Tiznit                | Tiznit     | 344 831            |
| Provincia di Zagora                | Zagora     | 283 368            |

### Tadla-Azilal
| Provincia o prefettura                                    | Capoluogo   | Popolazione (2004) |
| --------------------------------------------------------- | ----------- | ------------------ |
| Provincia di Azilal                                       | Azilal      | 504 501            |
| Provincia di Béni Mellal (e Provincia di Fquih Ben Salah) | Béni Mellal | 946 018            |

### Tangeri-Tétouan
| Provincia o prefettura                              | Capoluogo   | Popolazione (2004) |
| --------------------------------------------------- | ----------- | ------------------ |
| Provincia di Fahs Anjra                             | Anjra       | 97 295             |
| Prefettura di Tangeri-Assila                        | Tangeri     | 762 583            |
| Provincia di Tétouan (e Prefettura di M'diq-Fnideq) | Tétouan     | 613 506            |
| Provincia di Chefchaouen (e Provincia di Ouezzane)  | Chefchaouen | 524 602            |
| Provincia di Larache                                | Larache     | 472 386            |

### Taza-Al Hoceima-Taounate
| Provincia o prefettura                     | Capoluogo  | Popolazione (2004) |
| ------------------------------------------ | ---------- | ------------------ |
| Provincia di Al-Hoseyma                    | Al-Hoseyma | 395 644            |
| Provincia di Taounate                      | Taounate   | 668 232            |
| Provincia di Taza (e Provincia di Guercif) | Taza       | 743 237            |